# Township Rebellion
«Township Rebellion» es una canción de Rage Against the Machine de su álbum debut homónimo (lanzado el 3 de noviembre de 1992). Es la novena y penúltima pista de dicho álbum.

## Letra
Esta canción en particular habla sobre la exclusión social que sufre el país de Sudáfrica en el contexto interracial que existe entre los blancos y los negros. También se acerca en un contexto en que la gente tendría que proclamar los derechos universales del ser humano. Zack de la Rocha hace una dura crítica al sistema educativo y a la iglesia católica, lo que se ve reflejado en líneas como "Shackle your minds and you're left on the cross When ignorance reigns, life is lost" (traducción literal: Encadenan tus pensamientos y te dejan en cruz, cuando la ignorancia reina, la vida esta perdida).
- Datos: Q6151268